# Alexandrine-Polka
Alexandrine-Polka, op. 198, är en polka av Johann Strauss den yngre. Den framfördes första gången någon gång mellan maj och juli 1857 i Pavlovsk i Ryssland. 

## Historia
"Herr Kapellmästare Johann Strauss, som under sin vistelse i Sankt Petersburg har åtnjutit än mer uppmärksamhet än vid sitt förra besök, har komponerat en ny fransk polka med titeln 'Alexandrine-Polka', vilken enligt rapporter därifrån har rönt större popularitet än vad 'Annen-Polka' gjorde på sin tid. 'Alexandrine-Polka' kommer inom kort publiceras av Carl Haslinger".
Denna diskreta reklam för Alexandrine-Polka återfanns i tidningen Wiener Allgemeine Theaterzeitung den 22 augusti 1857 medan den 31-åriga Strauss fullföljde sin andra sommarkonsertturné i Vauxhall Pavilion i Pavlovsk utanför Sankt Petersburg. Han hade gjort sin första turné året innan och gjorde en sådan fenomenal succé hos den ryska publiken att han snabbt engagerades för ytterligare två säsonger, under vilka han åtog sig att ge konserter varje kväll från 2 maj till 2 oktober med en orkester på minst 30 musiker.
Det är inte känt när Strauss spelade polkan första gången för sin ryska publik. Få rapporter från Pavlovsk nådde varken Sankt Petersburg eller Wien. Men polkan, tillsammans med diverse andra danskompositioner från årets karneval, ingick bland Strauss repertoar för första halvan av sommarens konserter. I slutet av juli 1857 skrev han till förläggaren Carl Haslinger i Wien och nämnde sin tillfredsställelse angående "de komponerade verken", specifikt Olga-Polka, Alexandrine-Polka och valsen Souvenir de Nizza.
Om premiärdatumet är osäkert finns mer säkra detaljer angående vem damen i titeln var. Strauss verkar ha mött sångerskan Alexandrine Schröder under sommaren antingen 1856 eller 1857. Hon befann sig fortfarande inom hans bekantskapskrets två år senare, vilket framgår i ett brev som Strauss skrev till sin ryska fästmö Olga Smirnitskaja den 21 november 1859. Han nämner att Alexandrine har skrivit till honom från Dresden några dagar tidigare och antytt att hon var medveten om hans påstådda hemliga affär med Olga.
Johann Strauss hade för avsikt att låta brodern Josef Strauss dirigera Wienpremiären av Alexandrine-Polka och i slutet av juli sände han partituret till Haslinger från Pavlovsk med begäran om "Snälla, säg till min bror Josef att denna polka måste framföras mycket elegant". Men verket ingick inte bland Strauss ryska verk när Josef spelade dem vid en välgörenhetskonsert i Volksgarten den 18 oktober 1857. Det ankom på Johann Strauss att själv dirigera första framförandet av verket på krogen Zum grossen Zeisig den 18 november, nästan en månad efter sin hemkomst från Pavlovsk.

## Om polkan
Speltiden är exakt 5 minuter plus minus några sekunder beroende på dirigentens musikaliska tolkning.